# Magangué
Magangué – miasto w departamencie Bolívar w północnej Kolumbii, nad rzeką Brazo de Loba (lewe ramię rzeki Magdalena). Ludność wynosi koło 103 tys. mieszkańców.
W mieście rozwinął się przemysł spożywczy.

## Historia
Miasto Magangué zostało odkryte w roku 1532, kiedy było zamieszkiwane przez Indian i istniało pod nazwą Maganguey (Manguey).